# Plzeň hlavní nádraží
Plzeň hlavní nádraží je centrální železniční stanice v Plzni. Zprovozněna byla v roce 1862, kdy byla uvedena do provozu část České západní dráhy z Prahy do Plzně. Stanice je elektrizovaná, výpravní budova je majetkem České republiky. Areál plzeňského hlavního nádraží je zapsaný v Ústředním seznamu kulturních památek ČR.

## Název
Nádraží několikrát změnilo jméno. V době svého vzniku bylo někdy označováno jako centrální nádraží, po dobu první republiky se používal název Plzeň hlavní nádraží. V roce 1949 bylo nádraží přejmenováno na Plzeň Gottwaldovo nádraží na počest prvního komunistického prezidenta Klementa Gottwalda. V roce 1971 byl před výpravní budovou odhalen pomník Klementa Gottwalda, ten byl ale po roce 1989 odstraněn. Po sametové revoluci se nádraží opět vrátilo k názvu Plzeň hlavní nádraží. 

## Výpravní budova
Současná výpravní budova plzeňského hlavního nádraží byla slavnostně otevřena v roce 1907. Budova byla postavena v neorenesančním a secesním slohu (secese patrná zejména na štukové výzdobě a kovových prvcích) podle projektu architektů z c. k. ministerstva drah ve Vídni. Zakázku na výstavbu získal plzeňský stavitel a architekt Rudolf Štech, který se o ni ucházel s cílem využít výnosy k úhradě svých předchozích závazků. Nabídl však příliš nízkou cenu, jeho dluh naopak narostl a nevida východiska z tíživé situace se 2. ledna 1908 oběsil.
Nádraží je koncipováno jako tzv. ostrovní, tj. výpravní budova je umístěna mezi kolejišti, která jsou vedena na vysokých náspech. Některé z kolejí byly navrženy jako železniční vlečky do plzeňských průmyslových podniků (Škodovy závody, pivovar).
Budova těžce utrpěla spojeneckým bombardováním na jaře 1945, kdy v noci ze 16. na 17. dubna zaútočily na Plzeň britské bombardéry. Když jedna z bomb zasáhla jihozápadní roh kopule výpravní budovy, celá kopule se výbuchem nadzdvihla a posunula o 15 cm. Poškozeno bylo i mnoho dalších nosných částí budovy a horní hala byla zcela zničena. Po druhé světové válce se zvažovala i kompletní demolice poničené budovy. Kopuli nakonec opravila skupina 15 mostařů Škodových závodů, kteří pomocí hydrauliky vrátili kopuli zpět na její místo (opravovali ji ve svém volném čase). Celá budova byla poté rekonstruována do původní podoby.
V 50. letech 20. století byly v hale instalovány sochy hutníka a posunovače, které se zachovaly až do současnosti. V letech 2011–2012 proběhla velká rekonstrukce interiérů výpravní budovy, na to navázala rekonstrukce nástupišť a okolí budovy.
V roce 2014 byl dokončen spojovací podchod nástupišť směrem k pivovaru.
Budova i s okolím byla 15. května 2000 vyhlášena kulturní památkou. Památkově chráněná je především samotná výpravní budova, ale i zastřešení nástupišť, terasy před hlavním průčelím, náměstíčko před budovou (zde stojí památník československým legionářům s plaketou T. G. Masaryka) a opěrné zdi směrem k viaduktům. Budova je charakteristická také svou velkolepou kopulí, která sahá do výšky 40 m.
Dne 9. prosince 2018 se slavnostně otevřel nový autobusový terminál u hlavního vlakového nádraží v Šumavské ulici, který disponuje deseti autobusovými stanovišti a jednou provozní budovou s veřejnými toaletami. Projekt stavby byl spolufinancován z fondů Evropské unie a Ministerstva pro místní rozvoj České republiky. Terminál je v délce 134 metrů zastřešen. Nově vzniklá autobusová stání jsou bezbariérově spojena s železniční stanicí. Pěší propojení se zastávkou tramvaje však zůstává neoptimální a plánovaná rekonstrukce křižovatky přinese jen drobné zlepšení.
Od května 2021 prošla výpravní budova celkovou rekonstrukcí. Došlo k opravě konstrukce střechy a výměně krytiny za novou se vzory odpovídající původní podobě, dále obnově fasády včetně restaurování ozdobných prvků a také doplnění současné architektonické vrstvy mimo hlavní průčelí. V interiéru byla navrácena původní barevnost omítky, obnovena nedochovaná štuková výzdoba, probourána a nově zasklena přetím zazděná okna a položena nová dlažba replikující tu původní. Fresky i sochy s motivy socialistického realismu v dolní hale byly zachovány. Schodiště mezi spodní a horní halou bylo nahrazeno novou konstrukcí a doplněno o eskalátory. Horní hala byla zcela přestavěna a přiblízila se podobě před zničením náletem. Železobetonový kazetový strop zde nahradila postmoderní ocelová konstrukce a zdi směrem k nástupištím prosklené stěny. Došlo k rekonstrukci mnoha provozních, veřejně nepřístupných prostor ve snaze optimalizovat provoz budovy a na nádraží vzniklo více pronajímatelných komerčních jednotek. Došlo také k rekonstrukci pokladen a veřejných toalet, osazení nového informačního a orientačního systému a zvýšení tepelného komfortu.
V návaznosti na rekonstrukci zavedla Správa železnic pravidla pro označení provozoven ve snaze omezit na nádraží vizuální smog.

## Železniční uzel
Plzeňské hlavní nádraží je klíčovou součástí plzeňského železničního uzlu, vychází odtud železniční tratě : Praha–Plzeň, Plzeň – Klatovy – Železná Ruda, Plzeň – Furth im Wald, Plzeň–Cheb, Plzeň–Žatec a Plzeň-České Budějovice. Trať Praha–Plzeň–Cheb je součástí budovaného III. železničního koridoru, tedy páteřní trati uzpůsobené pro rychlosti až 160 km/h. Na území města se nachází též železniční stanice a zastávky Plzeň-Křimice, Plzeň-Orlík, Plzeň-Doubravka, Plzeň-Jižní Předměstí, Plzeň-Slovany, Plzeň-Bolevec, Plzeň-Bílá Hora, Plzeň-Doudlevce, Plzeň-Koterov, Plzeň-Skvrňany, Plzeň-Zadní Skvrňany, Plzeň zastávka a Plzeň-Valcha.

## Další fotografie

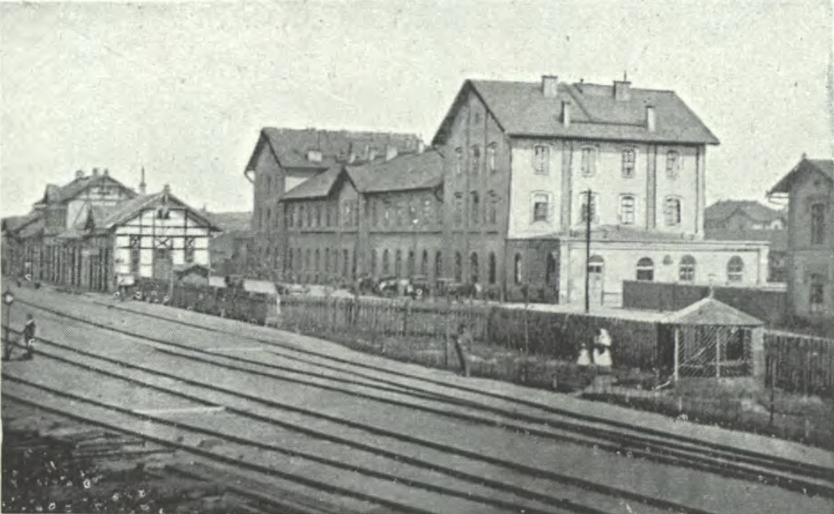
Původní budova nádraží okolo roku 1890
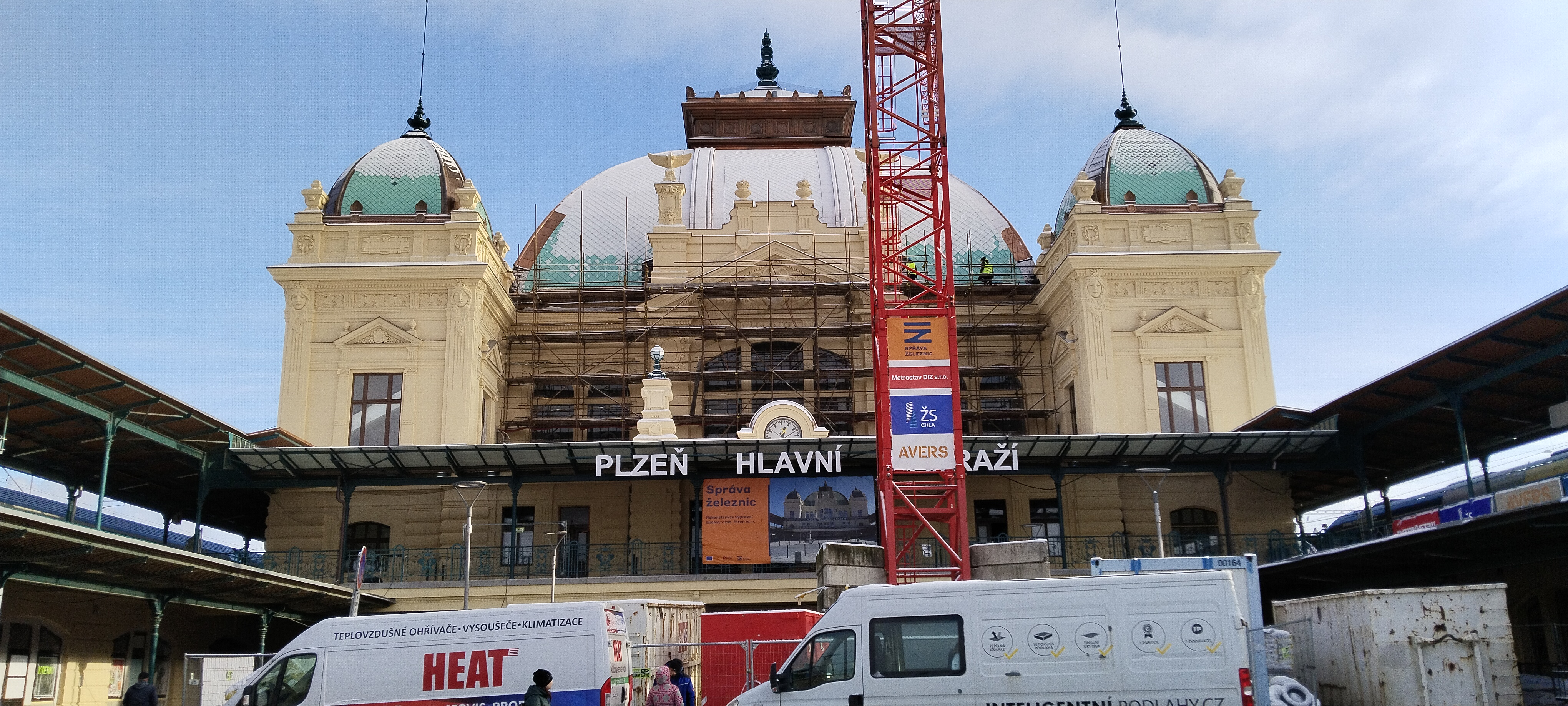
Železniční stanice během rekonstrukce v roce 2023
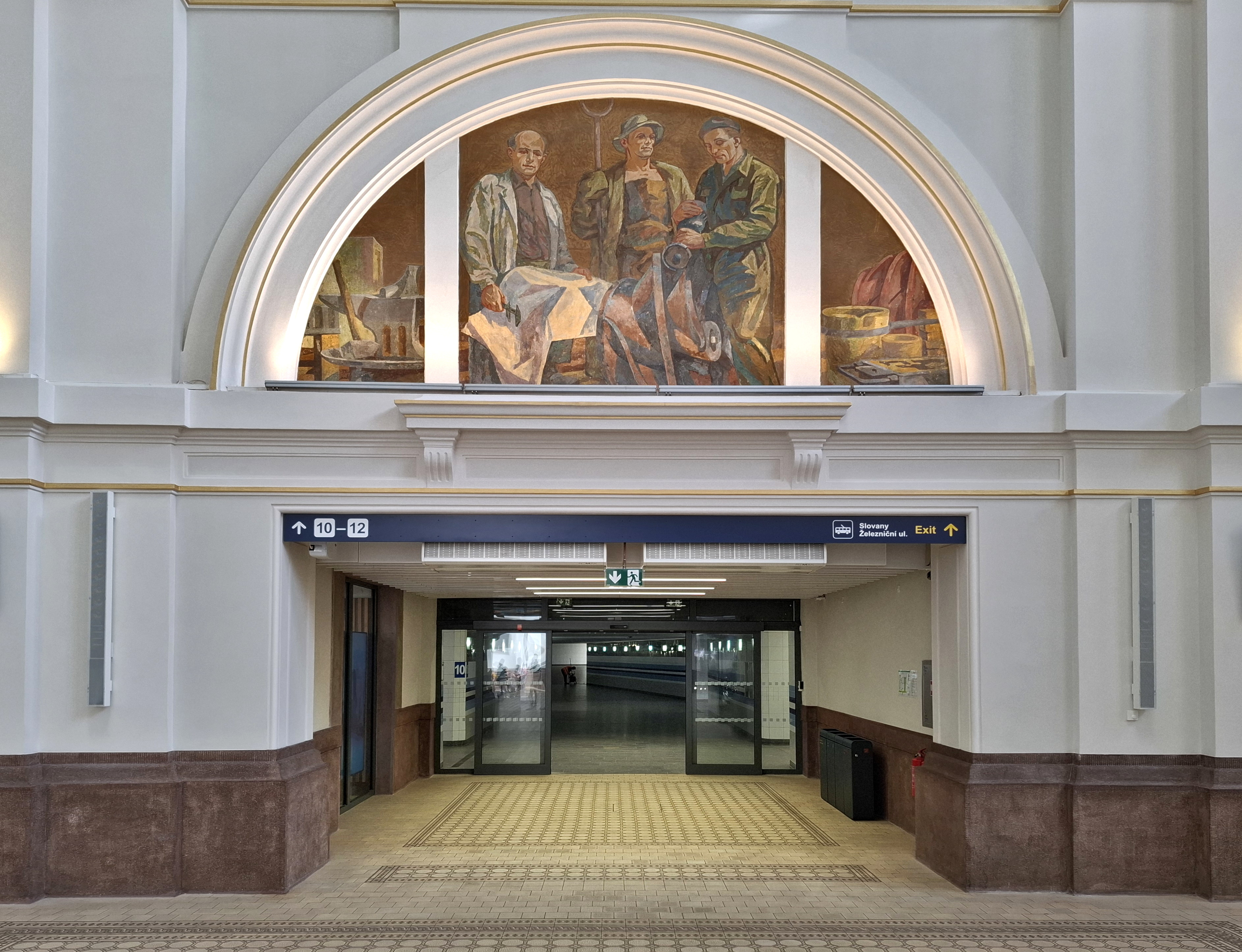
Jižní podchod s restaurovanými malbami v hlavní hale